# Quantile

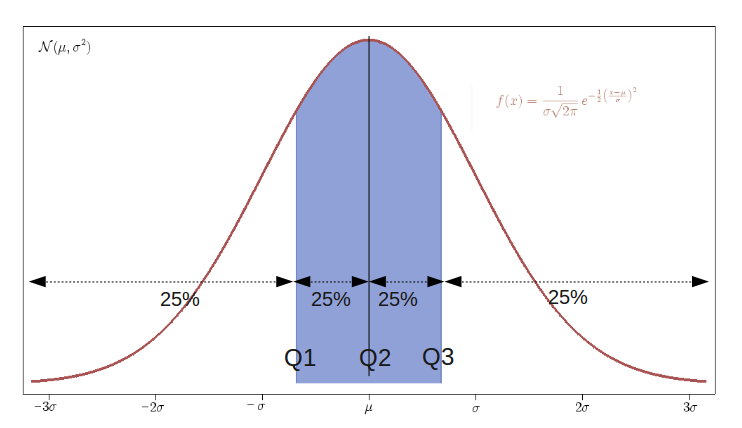
Densità di probabilità di una distribuzione normale con quartili in evidenza. L'area sotto la curva rossa è la stessa negli intervalli (−∞,Q_{1}), (Q_{1},Q_{2}), (Q_{2},Q_{3}) e (Q_{3},+∞)

In statistica il quantile di ordine α o α-quantile (con α un numero reale nell'intervallo [0,1]) è un valore qα che divide la popolazione in due parti, proporzionali ad α e (1-α) e caratterizzate da valori rispettivamente minori e maggiori di qα. Per poter calcolare un quantile di ordine α è necessario che il carattere sia almeno ordinato, cioè sia possibile definire un ordinamento sulle modalità.

## I quantili in statistica
Il quantile di ordine α è la più piccola modalità qα per cui la frequenza cumulata relativa, calcolata fino a qα inclusa,'raggiunge o supera α, ossia tale che la somma delle frequenze relative fino a quella modalità (inclusa) sia almeno α. Di conseguenza la somma delle frequenze relative successive a quella modalità sarà non superiore a 1-α. Il quantile non è necessariamente unico, soprattutto nel caso di caratteri qualitativi ordinati o quantitativi discreti. Nel caso si abbiano classi di valori si usa talvolta "supporre" che i valori siano distribuiti in modo uniforme all'interno di ciascuna classe, in modo da calcolare il quantile (per interpolazione) su una funzione continua.
In particolare il quantile di ordine 0 è un qualunque valore inferiore al minimo della popolazione; similmente il quantile di ordine 1 è un qualunque valore superiore al massimo della popolazione.
I quantili possono anche venire utilizzati per indicare delle classi di valori: ad esempio l'insieme della popolazione "entro il terzo decile" indica quel 30% di popolazione con i valori più bassi.

## I quantili in probabilità
Nel caso di una densità di probabilità la funzione di ripartizione F è continua e il quantile di ordine α è definito da F(qα)=α. Questo quantile può non essere unico se la funzione di densità è nulla in un intervallo, ovvero se la funzione di ripartizione è costante ed assume il valore α per più di un valore qα; ciononostante per ognuno di questi valori la distribuzione viene correttamente divisa in due parti proporzionali ad α e (1-α), in quanto un intervallo a densità nulla non contribuisce al calcolo della probabilità, quindi non fa differenza quale punto dell'intervallo si scelga come qα.
Nel caso di una densità discreta il quantile di ordine α è un valore qα nel quale la somma delle probabilità discrete sia maggiore o uguale ad α, ovvero tale che la somma delle probabilità fino a quel valore incluso sia almeno α e che la somma delle probabilità discrete da quel valore in poi (incluso) sia maggiore o uguale a 1-α. Nel caso discreto, oltre alla non unicità del quantile, si può avere una divisione della distribuzione non proporzionale ad α e 1-α (del resto una variabile discreta può essere divisa solo in un numero discreto di modi).

Il quantile di ordine α=0,1 (anche detto primo decile) è quel valore della distribuzione per cui la probabilità cumulata fino a qual valore, incluso, sia maggiore o uguale a 0,1, e la probabilità cumulata da quel valore, incluso, in poi sia maggiore o uguale a 0,9.

Il quantile di ordine α=0,5 (la mediana) è quel valore della distribuzione per cui la probabilità cumulata fino a qual valore, incluso, sia maggiore o uguale a 0,5, e la probabilità cumulata da quel valore, incluso, in poi sia maggiore o uguale a 0,5.

## Particolari quantili
I quantili di ordini "semplici", ad esempio quelli espressi come frazioni (cioè quando α è un numero razionale), vengono anche chiamati con altri nomi. I quantili di ordini 1/n, 2/n, ..., (n-1)/n dividono la popolazione in n parti ugualmente popolate; il quantile di ordine α=m/n è detto m-esimo n-ile.
- La mediana è il quantile di ordine 1/2.
- I quartili sono i quantili di ordini 1/4, 2/4 e 3/4.

Altri particolari quantili sono:
- I quintili, di ordine m/5, dividono la popolazione in 5 parti uguali.
- I decili, di ordine m/10, dividono la popolazione in 10 parti uguali.
- I ventili, di ordine m/20, dividono la popolazione in 20 parti uguali.
- I centili, di ordine m/100, dividono la popolazione in 100 parti uguali. Vengono anche chiamati percentili, esprimendo l'ordine in percentuale: m/100=m%.

A causa della scrittura in frazioni, alcuni quantili hanno più di un nome: il secondo quartile è la mediana (2/4=1/2), ogni quintile è anche un decile (m/5=2m/10) e così via. Per lo stesso motivo il primo ed il terzo quartile sono rispettivamente le mediane della metà inferiore e della metà superiore della popolazione.
I ventili e i centili esprimono livelli di confidenza molto utilizzati: 1%, 5%, 95%, 99%.
La media aritmetica dei ventili dal primo al diciannovesimo è detta media ventile ed è uno stimatore robusto della media. I ventili sono anche utilizzati per definire indici di simmetria e curtosi.